# Temporada 1941-1942 del RCD Espanyol
Dades de la Temporada 1941-1942 del RCD Espanyol.

## Fets Destacats
- 28 de setembre de 1941: Lliga: Athletic Club 2 - Espanyol 4
- 5 d'octubre de 1941: Lliga: Espanyol 5 - FC Barcelona 2
- 16 de novembre de 1941: Lliga: Espanyol 5 - At. Aviación 0
- 11 de gener de 1942: Lliga: FC Barcelona 1 - Espanyol 2
- 25 de gener de 1942: Lliga: Sevilla FC 6 - Espanyol 0
- 1 de març de 1942: Lliga: Celta de Vigo 4 - Espanyol 3, durant el partit, el porter Trias es va lesionar quan el marcador era de 2-2, i va posar-se Olivas de porter qui va encaixar dos gols més.
- 29 de març de 1942: Lliga: Espanyol 8 - Reial Societat 0
- 5 d'abril de 1942: Lliga: Granada CF 4 - Espanyol 0

## Resultats i Classificació
- Lliga d'Espanya: Novena posició amb 26 punts (26 partits, 10 victòries, 6 empats, 10 derrotes, 49 gols a favor i 42 en contra).
- Copa d'Espanya: Quarts de final. Eliminà el CE Sabadell i el Reial Saragossa però fou eliminat pel FC Barcelona a quarts de final.

## Plantilla
| P   | Jugador          | Lliga | Lliga  | Copa d'Espanya | Copa d'Espanya |
| P   | Jugador          | PJ    | G      | PJ             | G              |
| --- | ---------------- | ----- | ------ | -------------- | -------------- |
| POR | Albert Martorell | 20    | -29    | 6              | -12            |
| POR | Josep Trias      | 3     | -4     | -              | -              |
| POR | Joan Ortega      | 3     | -7     | -              | -              |
| DEF | Ricard Teruel    | 19    | -      | 5              | -              |
| DEF | Jaume Elias      | 17    | -      | 3              | -              |
| DEF | Julià Gonel      | 14    | 1      | 3              | -              |
| DEF | Josep Casas      | 1     | -      | 1              | -              |
| MIG | Jaume Arasa      | 24    | -      | 6              | -              |
| MIG | Fèlix Llimós     | 23    | -      | 6              | -              |
| MIG | Isidre Rovira    | 19    | -      | -              | -              |
| MIG | Antoni Fàbregas  | 15    | 2      | 5              | 1              |
| MIG | Josep Cardús     | 6     | 1      | 1              | -              |
| MIG | Joaquim Torrent  | 3     | -      | 1              | -              |
| MIG | Francisco Medina | -     | -      | 2              | -              |
| DAV | Eduard Olivas    | 24    | 8 (-2) | 4              | 1              |
| DAV | Gabriel Jorge    | 23    | 12     | 6              | 1              |
| DAV | Macala           | 21    | 9      | 6              | 2              |
| DAV | Francesc Mas     | 18    | 3      | -              | -              |
| DAV | Antonio Chas     | 17    | 12     | 6              | 7              |
| DAV | Crisant Bosch    | 8     | -      | 1              | -              |
| DAV | Felip Ara        | 5     | 1      | -              | -              |
| DAV | Francesc Carrés  | 2     | -      | -              | -              |
| DAV | Miquel Ferrando  | 1     | -      | -              | -              |
| DAV | Sebastià Pocoví  | -     | -      | 4              | 1              |